# 清水正雄
清水 正雄（しみず まさお、1887年（明治20年）12月20日 - 1947年（昭和22年）3月30日）は、大日本帝国陸軍軍人。最終階級は陸軍少将。

## 経歴
1887年（明治20年）に和歌山県で生まれた。陸軍士官学校第21期卒業。1937年（昭和12年）3月31日に歩兵第3連隊留守隊長に就任し、8月2日に陸軍歩兵大佐に進級。1939年（昭和14年）5月に歩兵第103連隊長（第11軍・第101師団）に転じ、日中戦争に出動、贛浙作戦に参加した。1940年（昭和15年）2月に福知山連隊区司令官に転じた。
1942年（昭和17年）8月1日に陸軍少将に進級し、独立混成第14旅団を基に編成された第68師団隷下の歩兵第57旅団長に着任し、九江付近で守備に就いた。1944年（昭和19年）3月10日に第7師団兵務部長に転じ、3月18日に留守第7師団兵務部長、4月1日に第77師団兵務部長、7月8日に留守第7師団兵務部長を歴任した。1945年（昭和20年）3月31日に旭川連隊区司令官兼旭川地区司令官に就任した。
1947年（昭和22年）11月28日、公職追放仮指定を受けた。